# Jenei Lajos
Jenei Lajos (1915–1998) Kossuth-díjas olvasztár, a Lenin Kohászati Művek kemencefőmestere.

## Élete
1953-ban megkapta a Kossuth-díj bronz fokozatát, a hosszas indoklás szerint „a gyorsolvasztási módszerek alkalmazásában elért eredményeiért. Kemencéit a legnagyobb gonddal ápolja, állandóan ügyel az acél minőségére, 1952. évi átlagteljesítménye 104 százalék.”
1959-ben Kiváló Kohász címmel, 1970-ben a Felszabadulási Jubileumi Emlékéremmel tüntették ki. 1998-ban halt meg.